# Mikhaïl Kouzovlev
Mikhaïl Valerievitch Kouzovlev (en russe : Михаил Валерьевич Кузовлев) est un banquier et financier russe, président et président du conseil d'administration de la Banque de Moscou . 

## Biographie

### Formation
Il est né le 8 août 1966 à Krasnogorsk, dans la région de Moscou. En 1988, il est diplômé de l'Institut d'État des relations internationales de Moscou, (rattaché au Ministère des affaires étrangères de l'URSS) d'un diplôme en relations économiques internationales. Il parle couramment l'anglais et le persan. 

### Carrière
De 1990 à 1996, il est directeur adjoint principal puis vice-président du Probusiness Foreign Trade Center. 
En 1997, il est chef de la division Opérations financières puis vice-président du directoire de la Commercial Bank Probusinessbank. 
En 2000, il accède au poste de vice-président senior de l'AKB Probusinessbank. 
En 2002, il est vice-président de la JSC Foreign Trade Bank (Vnechtorgbank). 
En 2004, il est président du directoire de ZAO KB GUTA-BANK (renommé plus tard VTB-24).Il est également directeur général délégué de la Russian Commercial Bank (Cyprus) Ltd (Chypre). 
En 2005, il est nommé président et président du conseil d'administration de VTB-24. 
De 2008 à avril 2014, il est président du conseil d'administration de la Russian Commercial Bank (Cyprus) Ltd. 
De 2008 à avril 2011, il est vice-président senior et président du directoire d’OAO Bank VTB. 
De 2010 à juin 2012, il est membre du conseil d'administration de JSC RZD. 
Depuis avril 2011, il est président et président du directoire de la Banque de Moscou. 
De juin 2012 à juin 2013, il est membre du conseil d'administration de la plus grande compagnie pétrolière russe, JSC NK Rosneft. 

#### Banque de Moscou
Peu de temps après que Iouri Loujkov a pris sa retraite du poste de maire de Moscou et que la Banque de Moscou a été incluse dans le plan de privatisation, Mikhaïl Kouzovlev, en tant que vice-président directeur et président du conseil d'administration de la banque VTB, participe aux négociations concernant l'acquisition par le groupe VTB du contrôle majoritaire de la Banque de Moscou. 
En janvier 2011, le conseil d'administration de la Banque de Moscou approuve Mikhaïl Kouzovlev et Andreï Kostine comme candidats du nouveau conseil d'administration de la Banque de Moscou et recommande Mikhaïl Kouzovlev à l'approbation des actionnaires pour le poste de président de la Banque de Moscou. 
Le 22 février 2011, le groupe VTB conclut la transaction pour acquérir 46,48 % des actions de la Banque de Moscou auprès du gouvernement de Moscou. Mikhaïl Kouzovlev dirige les travaux de vérification de la situation financière de la Banque de Moscou. 
Le 24 février 2011, Mikhaïl Kouzovlev est nommé vice-président senior de la Banque de Moscou. 
Le 12 avril 2011, le président de la Banque de Moscou Andreï Borodine et son vice-président principal Dmitri Akoulinine sont limogés de leurs fonctions par un tribunal pour la durée de l'enquête dans l'affaire CJSC Premier Estate. Le conseil d'administration de la Banque de Moscou nomme Mikhaïl Kouzovlev président par intérim de la Banque de Moscou. 
Le 21 avril 2011, une assemblée extraordinaire des actionnaires élit Mikhaïl Kouzovlev président de la Banque de Moscou à la majorité.   

### Autres engagements

#### Conseil des affaires pour la coopération avec Chypre
Depuis mars 2011, Mikhaïl Kouzovlev est président du Business Council for Co-operation with Cyprus. En septembre 2011, il signe des mémorandums sur l'attraction d'investissements étrangers directs à Chypre et en Russie ainsi que sur la simplification des échanges d'investissements et de nouvelles technologies entre les pays avec l'Agence chypriote pour la promotion des investissements et la Cyprus-Russia Business Association. 

#### Union russe des industriels et des entrepreneurs
Le 8 février 2012, dans le cadre d'une réunion du CC du RUIE pour la zone fédérale centrale, Mikhaïl Kouzovlev est élu président du comité de coordination de l'Union russe des industriels et entrepreneurs pour la zone concernée. Le 9 février, lors du XIX (V) Congrès du RUIE, Mikhaïl Kouzovlev est élu membre du conseil d'administration de l'association panrusse des employeurs du RUIE et vice-président du RUIE. 

#### Hôpital pour enfants de la ville de Touchino
En juillet 2012, Mikhaïl Kouzovlev est élu président du Conseil de tutelle de l’hôpital pour enfants de la ville de Touchino.

#### Chambre civique de la région de Moscou
Depuis juillet 2012, Mikhaïl Kouzovlev est membre de la Chambre civique de la région de Moscou. 

#### Chambre de commerce et d'industrie de Moscou
En octobre 2012, Mikhaïl Kouzovlev est élu président de la Chambre de commerce et d'industrie de Moscou. 

#### Chambre civique de Moscou
Depuis avril 2013, Mikhaïl Kouzovlev est président de la Chambre civique de Moscou. 